# Heinäsaaret (ö i Norra Österbotten, Uleåborg, lat 65,33, long 25,71)
Heinäsaaret är en ö i Finland. Den ligger i Ijo älv och i kommunen Uleåborg i den ekonomiska regionen  Uleåborgs ekonomiska region  och landskapet Norra Österbotten, i den centrala delen av landet, 600 km norr om huvudstaden Helsingfors. Öns area är 4 hektar och dess största längd är 410 meter i sydväst-nordöstlig riktning.